# Panicum arctum
Panicum arctum är en gräsart som beskrevs av Jason Richard Swallen. Panicum arctum ingår i släktet vipphirser, och familjen gräs. Inga underarter finns listade i Catalogue of Life.